# Ariobarzanes I (władca Kios)
Ariobarzanes I (gr.: Ἀριoβαρζάνης, Ariobarzánēs) (zm. 402 p.n.e.) – władca greckiego miasta Kios z perskiej dynastii Artabazydów od ok. 420 p.n.e. do swej śmierci.
Syn Otanesa, władcy Kios w latach ok. 450-420 p.n.e. Był zdradzony przez swojego syna Mitrydatesa I dla jego suzerena, zapewne Dariusza II, króla perskiego. Jest bardzo prawdopodobne, że on sam prowadził ateńskich ambasadorów, w r. 405 p.n.e., do swego miasta nadmorskiego Kios, gdy byli oni trzymani trzy lata na rozkaz Cyrusa Młodszego, pretendenta do tronu perskiego. Wątpliwe jest natomiast by Ariobarzanes pomagał Antalkidasowi, wodzowi spartańskiemu, w r. 388 p.n.e.